# Sień

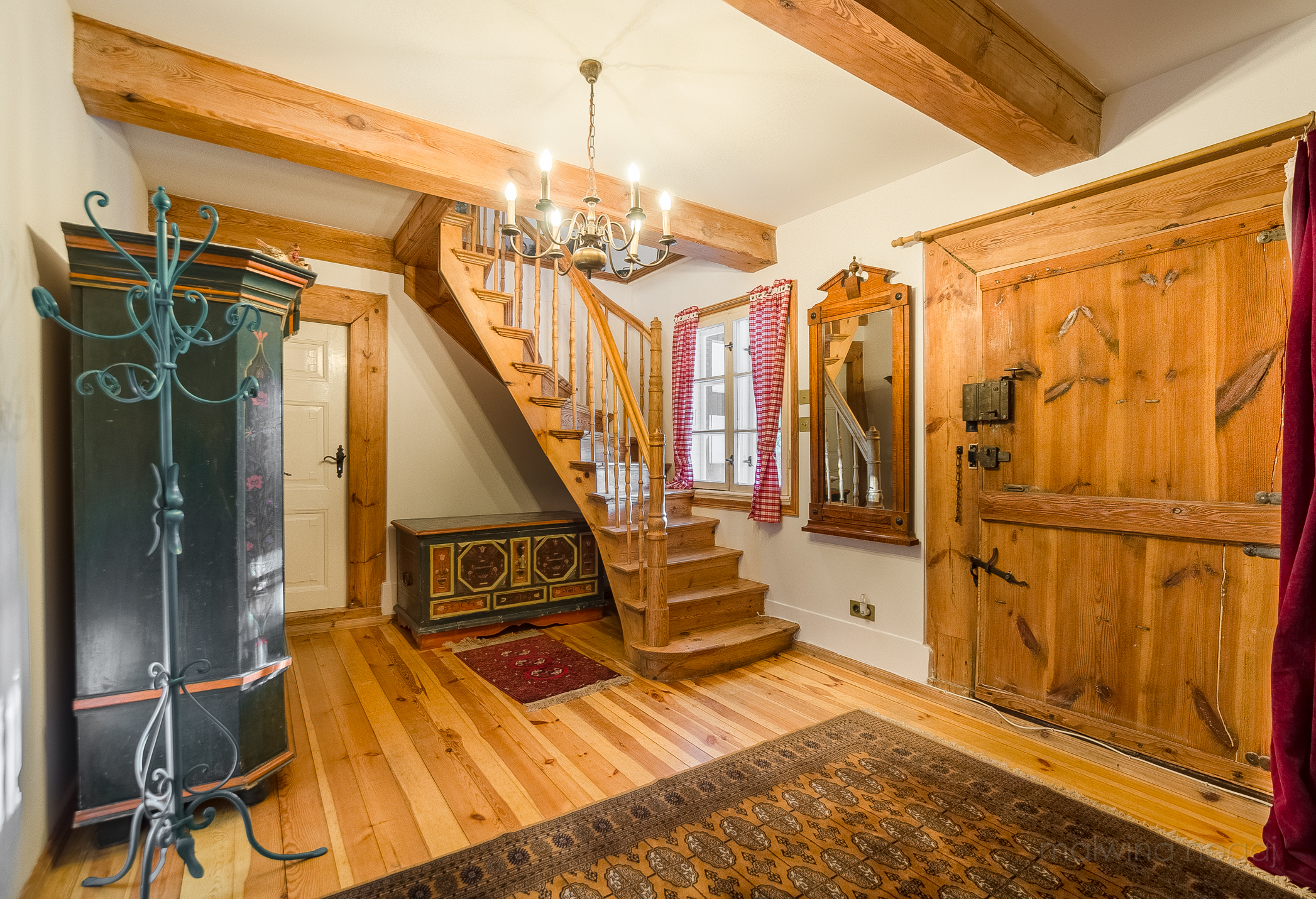
Sień

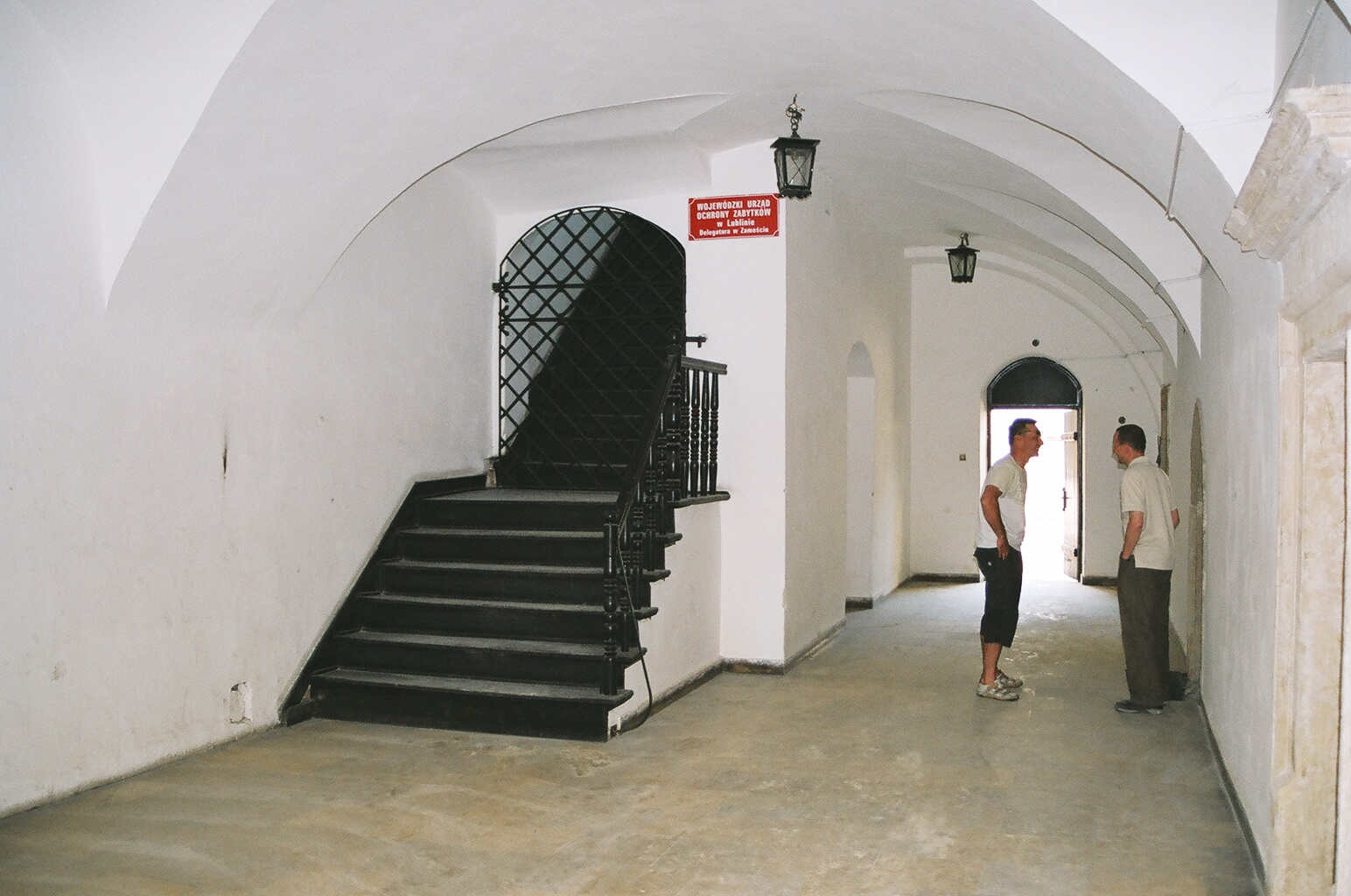
Sień kamienicy w Zamościu

Sień – przelotowe pomieszczenie przeznaczone do celów komunikacyjnych (niekiedy pełniące funkcje gospodarcze), usytuowane pomiędzy wejściem a dalszymi pomieszczeniami budynku lub budowli.
Nazwą określa się:
- w budownictwie wiejskim – małe pomieszczenie, z którego można przejść do sąsiednich izb
- w budownictwie miejskim (domy mieszkalne) – pomieszczenie łączące ulicę z podwórzem, najczęściej zawiera także klatkę schodową
- w budownictwie pałacowym, zamkowym, klasztornym – obszerne pomieszczenie o bogatym wystroju architektonicznym, stanowi najczęściej hall, westybul